# Anua tongaensis
Anua tongaensis là một loài bướm đêm trong họ Erebidae.

## Hình ảnh

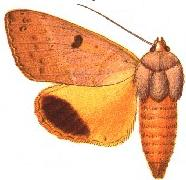